# Saint-André-de-Vézines
Pour les articles homonymes, voir Saint-André.
Saint-André-de-Vézines est une commune française, située dans le département de l'Aveyron en région Occitanie.

## Géographie

### Localisation
La commune est limitrophe du département du Gard.
Le village de Saint-André-de-Vézines (altitude 876 mètres) est situé à 23 km au nord-est de Millau par la route dans la région centrale du causse Noir, aux confins des anciennes provinces du Rouergue, du Languedoc et du Gévaudan.
Outre Millau, les autres grandes villes les plus proches par la route sont : Le Vigan (60 km), Rodez  (90 km), Montpellier (115 km) et Alès (130 km).
Le village est accessible depuis la proche autoroute A75 par les sorties 44.1 (Aguessac) ou 47 (La Cavalerie).

### Communes limitrophes
Les communes limitrophes sont  La Roque-Sainte-Marguerite, Lanuéjols, Peyreleau et Veyreau.

### Hydrographie

#### Réseau hydrographique

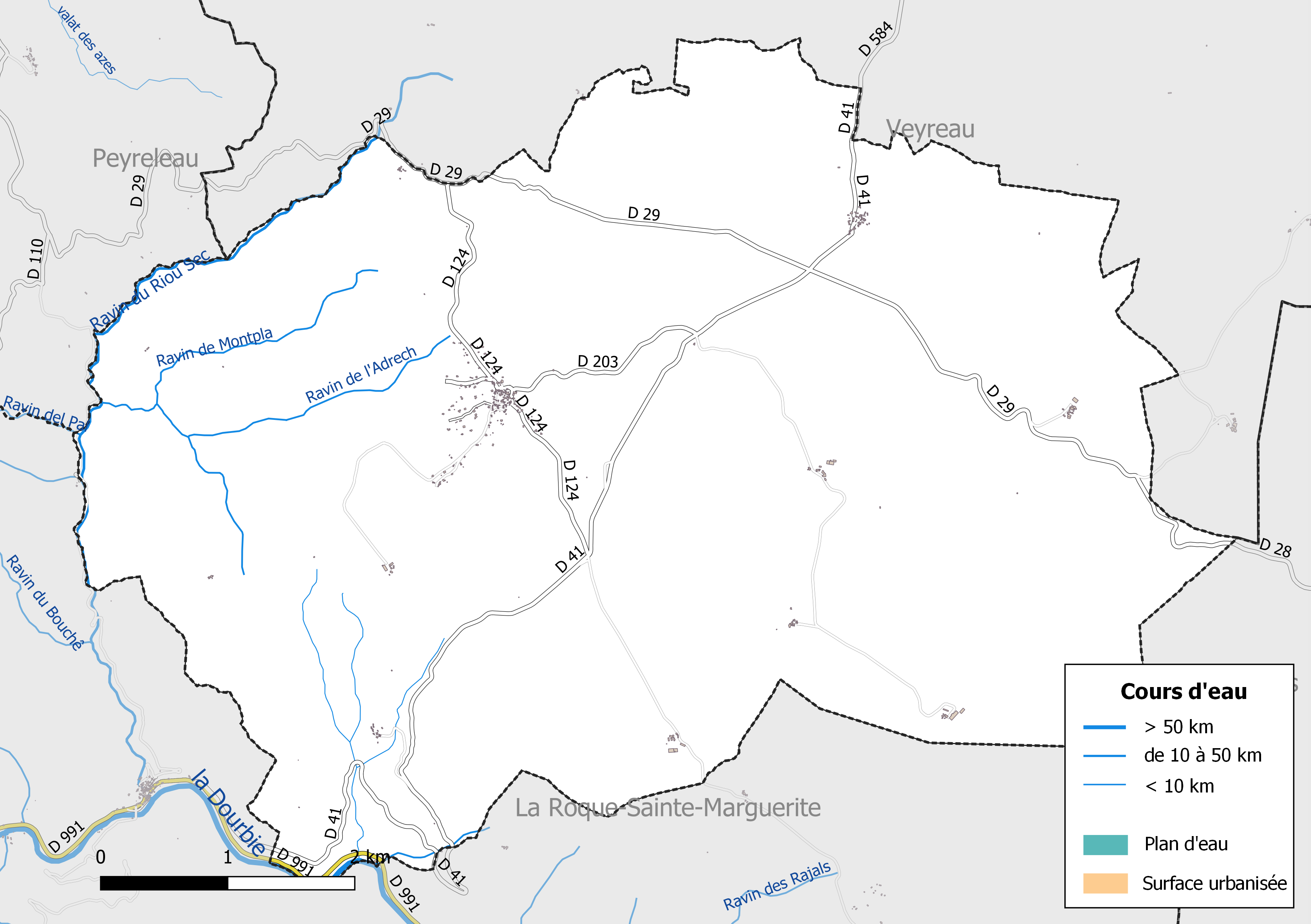
Réseaux hydrographique et routier de Saint-André-de-Vézines.

La commune est drainée par la Dourbie, le ravin du Riou Sec, le ravin de l'Adrech, le ravin de Montpla et par divers petits cours d'eau.
La Dourbie, d'une longueur totale de 71,9 km, prend sa source dans le massif de l’Aigoual,dans la commune d'Arphy (30) et se jette  dans le Tarn à Millau, après avoir arrosé 10 communes.

#### Gestion des cours d'eau
Afin d’atteindre le bon état des eaux imposé par la Directive-cadre sur l'eau du 23 octobre 2000, plusieurs outils de gestion intégrée s’articulent à différentes échelles pour définir et mettre en œuvre un programme d’actions de réhabilitation et de gestion des milieux aquatiques : le SDAGE (Schéma directeur d'aménagement et de gestion des eaux), à l’échelle du bassin hydrographique, et le SAGE (Schéma d'aménagement et de gestion des eaux), à l’échelle locale. Ce dernier fixe les objectifs généraux d’utilisation, de mise en valeur et de protection quantitative et qualitative des ressources en eau superficielle et souterraine. Trois SAGE sont mis en oeuvre dans le département de l'Aveyron.
La commune fait partie du SAGE Tarn amont, approuvé le 15 décembre 2015, au sein du SDAGE Adour-Garonne. Le territoire de ce SAGE concerne une partie des bassins du Tarn de l’Aveyron et de l’Agout. Il couvre 69 communes, sur trois départements (Aveyron, Gard et Lozère) et deux régions, pour une superficie de 2 700 km2,. Le pilotage et l’animation du SAGE et du contrat de rivière du Tarn-amont associé sont assurés par le Syndicat mixte du bassin versant du Tarn-amont (SMBVTAM), qualifié de « structure porteuse ». Cet organisme a été créé le 1er avril 2018 et est constitué de neuf communautés de communes.

### Climat
Pour des articles plus généraux, voir Climat de l'Occitanie et Climat de l'Aveyron.
En 2010, le climat de la commune est de type climat des marges montargnardes, selon une étude s'appuyant sur une série de données couvrant la période 1971-2000. En 2020, Météo-France publie une typologie des climats de la France métropolitaine dans laquelle la commune est exposée à un climat de montagne et est dans la région climatique Sud-est du Massif Central, caractérisée par une pluviométrie annuelle de 1 000 à 1 500 mm, minimale en été, maximale en automne.
Pour la période 1971-2000, la température annuelle moyenne est de 9,3 °C, avec une amplitude thermique annuelle de 15,7 °C. Le cumul annuel moyen de précipitations est de 1 019 mm, avec 10,8 jours de précipitations en janvier et 5,2 jours en juillet. Pour la période 1991-2020, la température moyenne annuelle observée sur la station météorologique la plus proche, située sur la commune de Millau à 16 km à vol d'oiseau, est de 11,2 °C et le cumul annuel moyen de précipitations est de 713,2 mm,. Pour l'avenir, les paramètres climatiques de la commune estimés pour 2050 selon différents scénarios d'émission de gaz à effet de serre sont consultables sur un site dédié publié par Météo-France en novembre 2022.

### Milieux naturels et biodiversité

#### Espaces protégés
La protection réglementaire est le mode d’intervention le plus fort pour préserver des espaces naturels remarquables et leur biodiversité associée.
Dans ce cadre, la commune fait partie d'un espace protégé, le Parc naturel régional des Grands Causses, créé en 1995 et d'une superficie de 327 937 ha, qui s'étend sur 97 communes. Ce territoire rural habité, reconnu au niveau national pour sa forte valeur patrimoniale et paysagère, s’organise autour d’un projet concerté de développement durable, fondé sur la protection et la valorisation de son patrimoine,,.

#### Sites Natura 2000

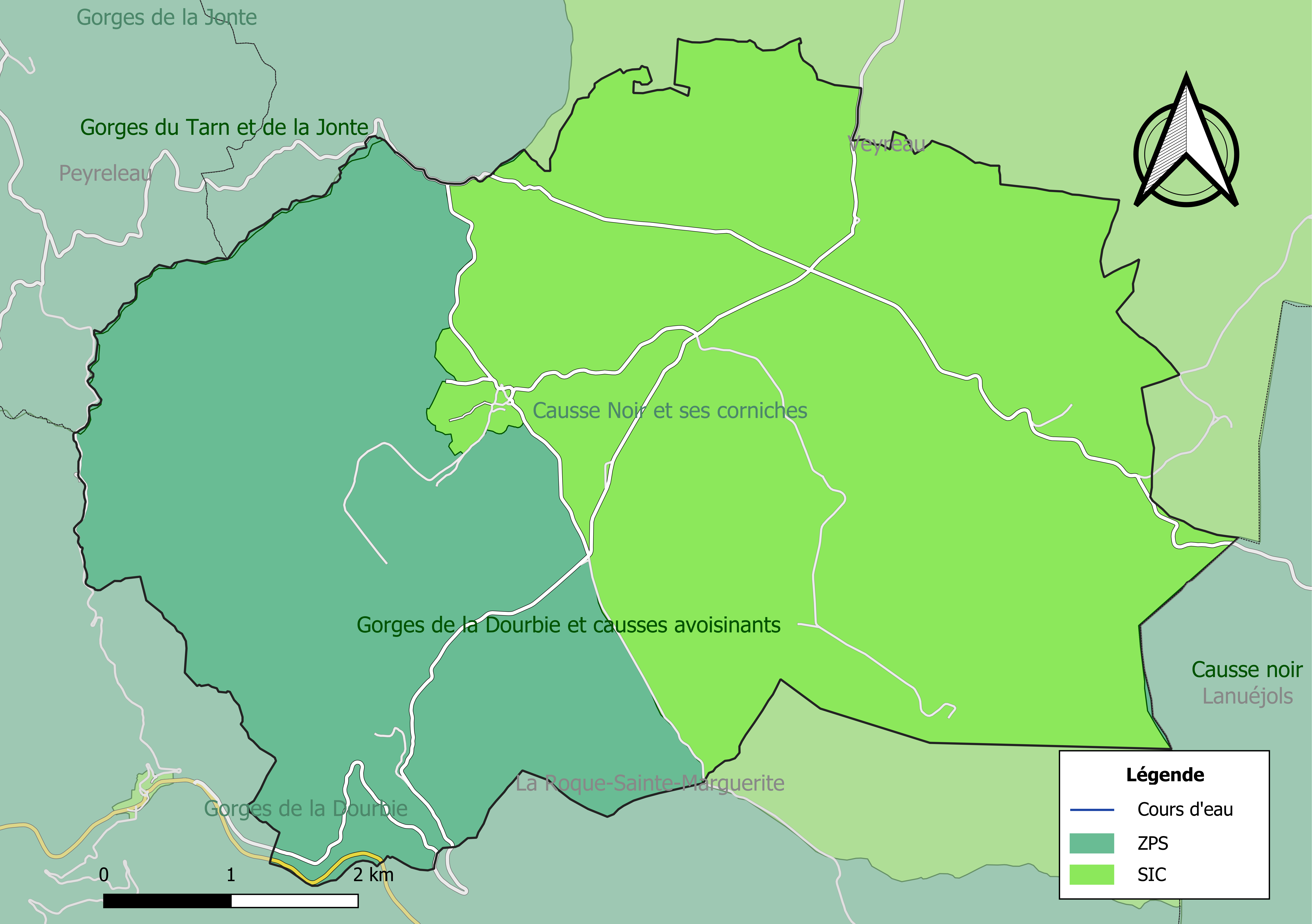
Sites Natura 2000 sur le territoire communal.

Le réseau Natura 2000 est un réseau écologique européen de sites naturels d’intérêt écologique élaboré à partir des Directives « Habitats » et « Oiseaux ». Ce réseau est constitué de Zones spéciales de conservation (ZSC) et de Zones de protection spéciale (ZPS). Dans les zones de ce réseau, les États Membres s'engagent à maintenir dans un état de conservation favorable les types d'habitats et d'espèces concernés, par le biais de mesures réglementaires, administratives ou contractuelles.
Deux sites Natura 2000 ont été définis sur la commune au titre de la « directive Habitats » : 
- les « Gorges de la Dourbie », d'une superficie de 7 087 ha sur 6 communes dont 5 dans l'Aveyron et 1 dans le Gard, sont un magnifique ensemble de gorges avec parois et corniches calcaires dont la végétation est formée de pelouses xérothermiques, de landes (parcours à ovins), de taillis de chênes pubescents, de hêtres et de pins sylvestres[19] ;
- le « causse Noir et ses corniches », d'une superficie de 13 990 ha sur 9 communes du département, est un plateau calcaire et dolomitique avec pelouses sèches, forêts et taillis de chênes et de pins sylvestres, avec une bordure de falaises et de gorges[20] ;

et un au titre de la « directive Oiseaux » :  
- les « Gorges de la Dourbie et causses avoisinants », d'une superficie de 28 057 ha sur 13 communes dont 8 dans l'Aveyron et 5 dans le Gard, qui comprennent une grande partie du causse Noir, du causse du Larzac et du causse Bégon, ainsi que les gorges qui les séparent. Dix-sept espèces de l'annexe 1 se reproduisent sur le site, parmi lesquelles huit espèces de rapaces[21].

#### Zones naturelles d'intérêt écologique, faunistique et floristique
L’inventaire des zones naturelles d'intérêt écologique, faunistique et floristique (ZNIEFF) a pour objectif de réaliser une couverture des zones les plus intéressantes sur le plan écologique, essentiellement dans la perspective d’améliorer la connaissance du patrimoine naturel national et de fournir aux différents décideurs un outil d’aide à la prise en compte de l’environnement dans l’aménagement du territoire.
Le territoire communal de Saint-André-de-Vézines comprend trois ZNIEFF de type 1, : 
- les « Corniches du causse Noir » (1 985 ha), couvrant 8 communes du département[23] ;
- les « Gorges de la Dourbie et ses affluents » (14 060 ha), couvrant 11 communes dont 6 dans l'Aveyron et 5 dans le Gard[24] ;
- la « Partie orientale du causse Noir » (5 655 ha), couvrant 5 communes dont 3 dans l'Aveyron, 1 dans le Gard et 1 dans la Lozère[25] ;

et une ZNIEFF de type 2,, 
le « causse Noir et ses corniches » (20 863 ha), qui s'étend sur 14 communes dont 10 dans l'Aveyron, 3 dans le Gard et 1 dans la Lozère.

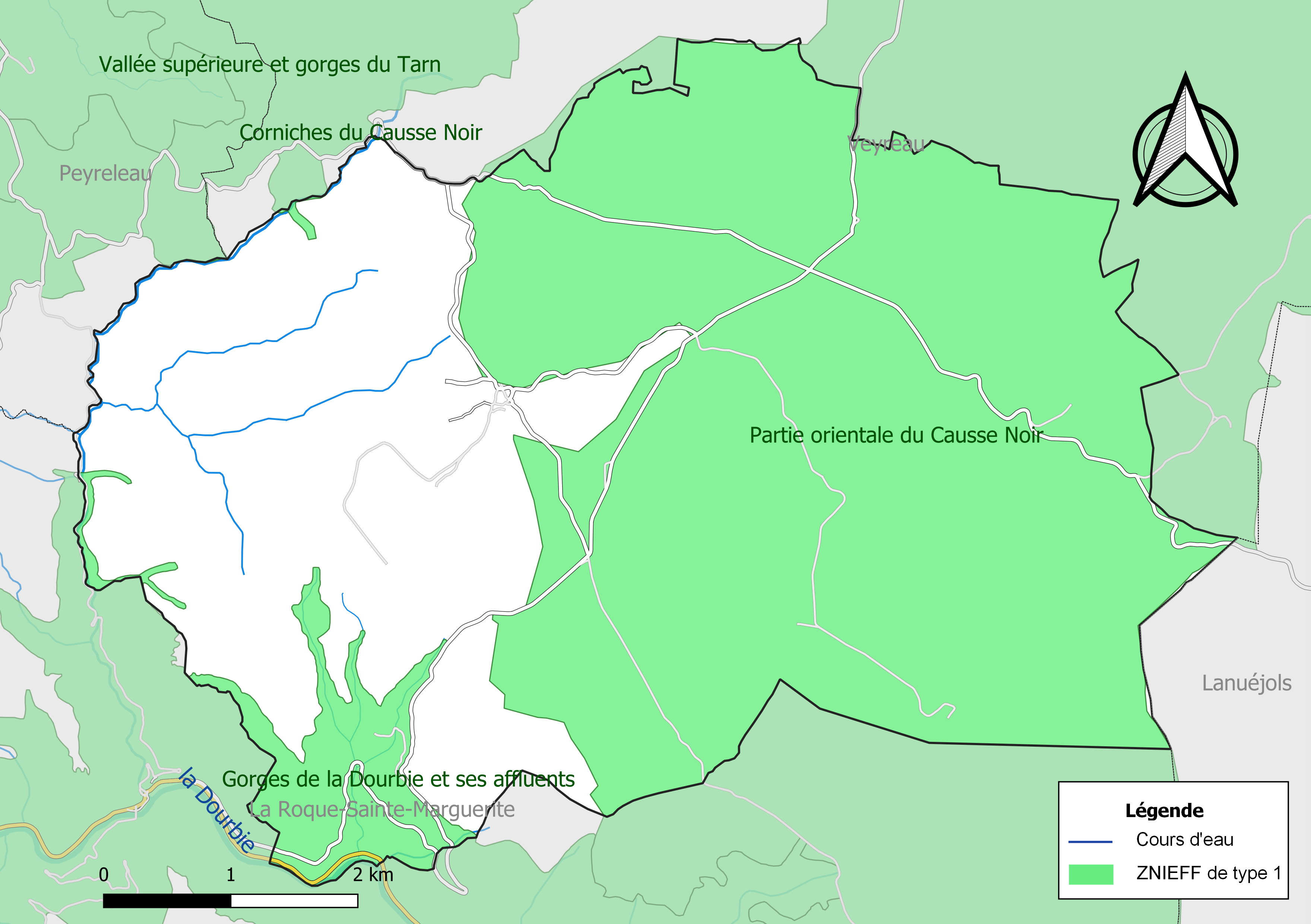
Carte des ZNIEFF de type 1 de la commune.
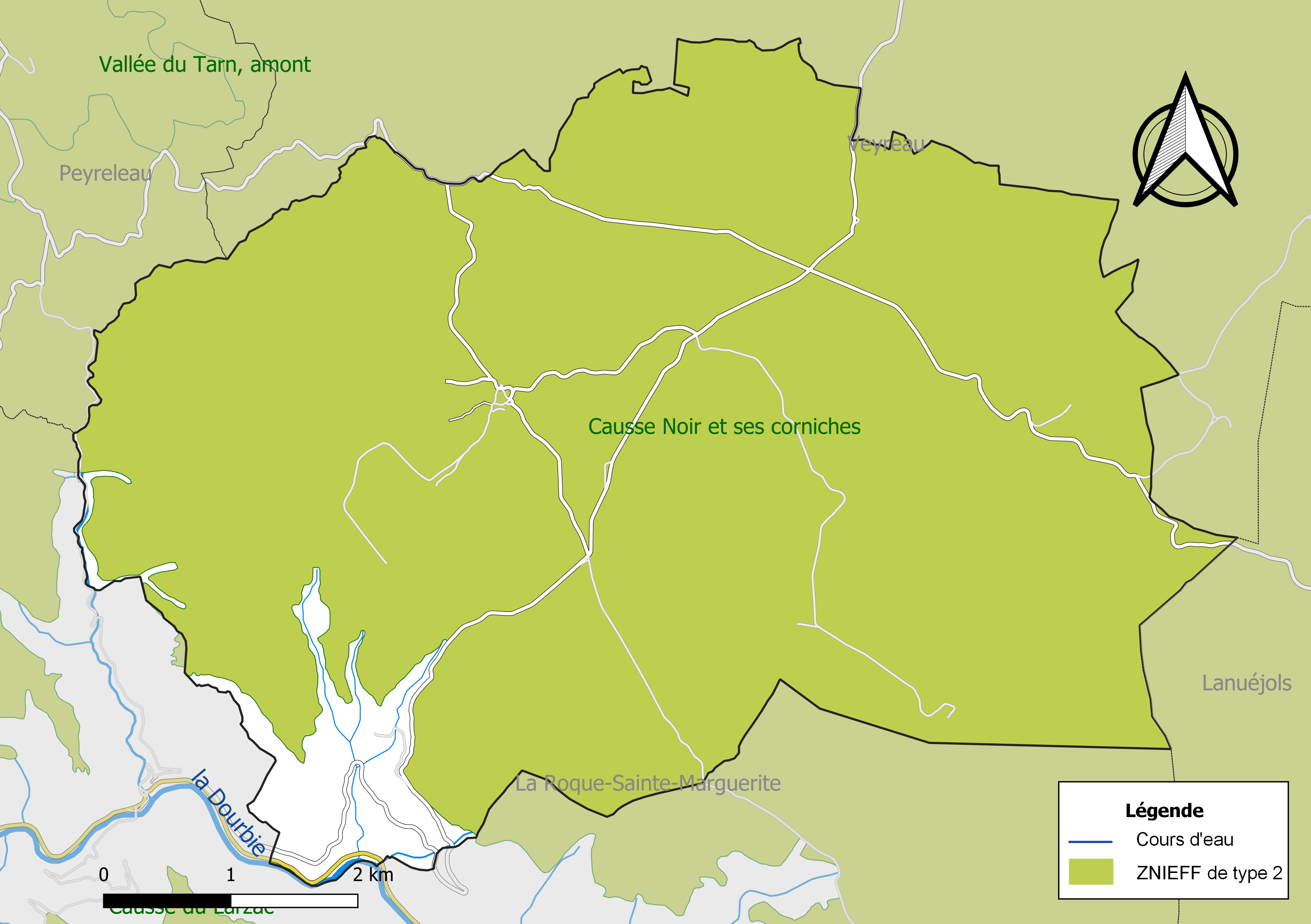
Carte de la ZNIEFF de type 2 de la commune.

## Urbanisme

### Typologie
Au 1er janvier 2024, Saint-André-de-Vézines est catégorisée commune rurale à habitat très dispersé, selon la nouvelle grille communale de densité à 7 niveaux définie par l'Insee en 2022.
Elle est située hors unité urbaine. Par ailleurs la commune fait partie de l'aire d'attraction de Millau, dont elle est une commune de la couronne,. Cette aire, qui regroupe 23 communes, est catégorisée dans les aires de moins de 50 000 habitants,.

### Occupation des sols

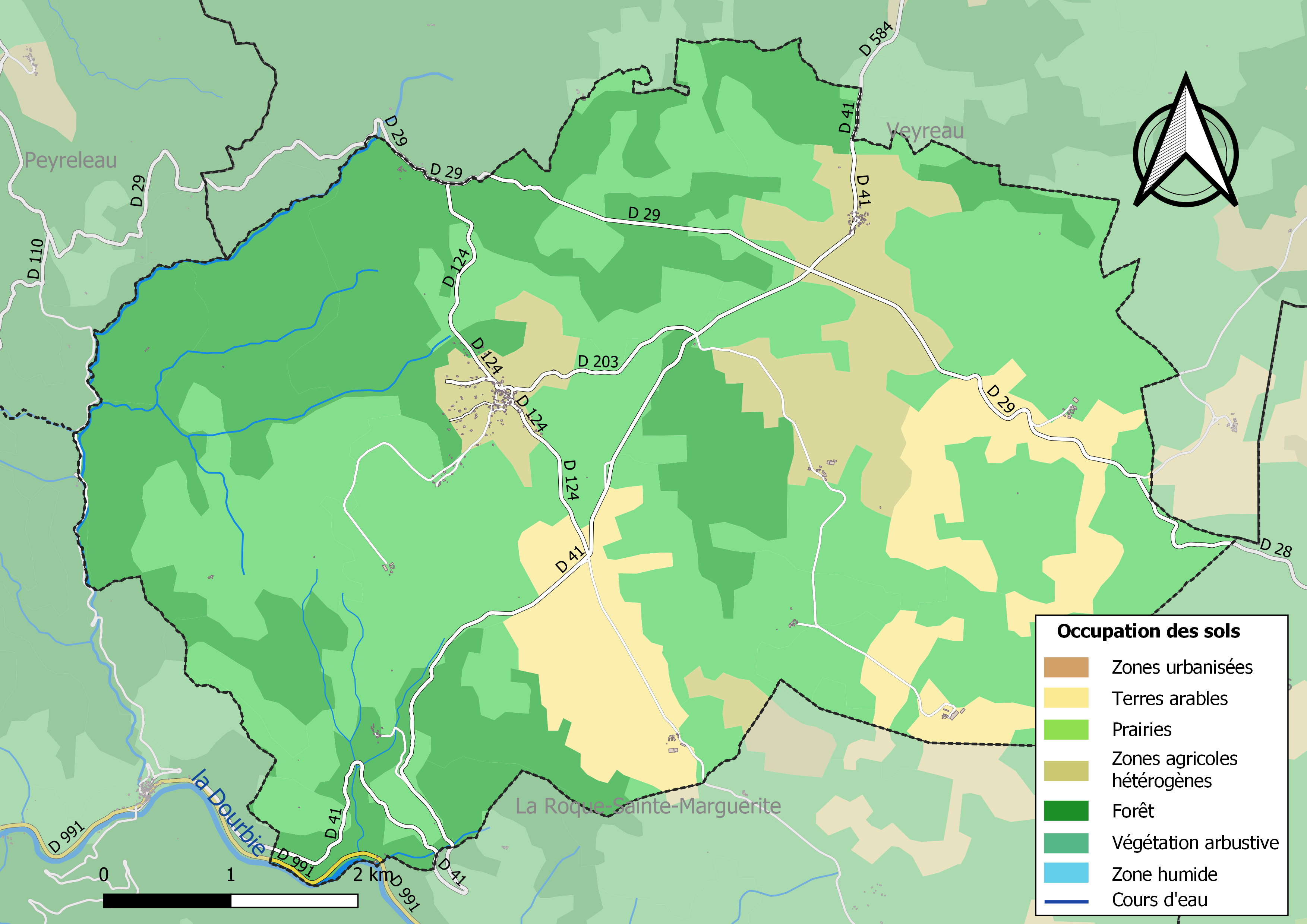
Infrastructures et occupation des sols de la commune de Saint-André-de-Vézines.

L'occupation des sols de la commune, telle qu'elle ressort de la base de données européenne d’occupation biophysique des sols Corine Land Cover (CLC), est marquée par l'importance des forêts et milieux semi-naturels (79,8 % en 2018), une proportion sensiblement équivalente à celle de 1990 (80,5 %). La répartition détaillée en 2018 est la suivante : 
milieux à végétation arbustive et/ou herbacée (46,3 %), forêts (33,5 %), terres arables (11,3 %), zones agricoles hétérogènes (8,9 %).

### Planification
La loi SRU du 13 décembre 2000 a incité fortement les communes à se regrouper au sein d’un établissement public, pour déterminer les partis d’aménagement de l’espace au sein d’un SCoT, un document essentiel d’orientation stratégique des politiques publiques à une grande échelle. La commune est dans le territoire du SCoT du Parc naturel régional des Grands Causses, approuvé le vendredi 7 juillet 2017 par le comité syndical et mis à l’enquête publique en décembre 2019. La structure porteuse est le Pôle d'équilibre territorial et rural du PNR des Grands Causses, qui associe huit communautés de communes, notamment la communauté de communes de Millau Grands Causses, dont la commune est membre.
La commune disposait en 2017 d'une carte communale approuvée et un plan local d'urbanisme était en élaboration.

### Risques majeurs
Le territoire de la commune de Saint-André-de-Vézines est vulnérable à différents aléas naturels : inondations, climatiques (hiver exceptionnel ou canicule), feux de forêts et séisme (sismicité faible).
Il est également exposé à un risque particulier, le risque radon,.

#### Risques naturels

Zones inondables de la commune de Saint-André-de-Vézines.

Certaines parties du territoire communal sont susceptibles d’être affectées par le risque d’inondation par débordement de la Dourbie. Les dernières grandes crues historiques, ayant touché plusieurs parties du département, remontent aux 3 et 4 décembre 2003 (dans le bassin du Lot, de l'Aveyron, du Viaur et du Tarn) et au 28 novembre 2014 (bassins de la Sorgues et du Dourdou). Ce risque est pris en compte dans l'aménagement du territoire de la commune par le biais du Plan de prévention du risque inondation (PPRI) du bassin de « La Dourbie », approuvé le 15 mars 2010.
Le Plan départemental de protection des forêts contre les incendies découpe le département de l’Aveyron en sept « bassins de risque » et définit une sensibilité des communes à l’aléa feux de forêt (de faible à très forte). La commune est classée en sensibilité très forte.
Les mouvements de terrains susceptibles de se produire sur la commune sont liés à la présence de cavités souterraines localisées sur la commune,.

#### Risque particulier
Dans plusieurs parties du territoire national, le radon, accumulé dans certains logements ou autres locaux, peut constituer une source significative d’exposition de la population aux rayonnements ionisants. Toutes les communes du département sont concernées par le risque radon à un niveau plus ou moins élevé. Selon le dossier départemental des risques majeurs du département établi en 2013, la commune de Saint-André-de-Vézines est classée à risque faible. Un décret du 4 juin 2018 a modifié la terminologie du zonage définie dans le code de la santé publique et a été complété par un arrêté du 27 juin 2018 portant délimitation des zones à potentiel radon du territoire français. La commune est désormais en zone 1, à savoir zone à potentiel radon faible.

## Histoire
Saint-André-de-Vézines se situait primitivement entre la Combe et Roquesaltes du moins dans les temps gallo-romains. L’abbé Hermet y mentionna une villa. Son emplacement actuel mentionné dès 1098 a été déterminé par les seigneurs de Montméjean et par la source située près de la mare. D'après des chroniqueurs locaux, le village de Saint-André-de-Vézines serait bâti sur des fonds de cabanes : petites grottes aménagées en étables. Dans les caves de certaines demeures, cela pourrait être vraisemblable.
Montméjean est chef-lieu en mairie en 1799 et comprend les communes de Montméjean, la Roque-Sainte-Marguerite, Saint Véran, Veyreau et le Maynial-Saint Jean des Balmes. Le 4 avril 1834, les communes de Veyreau et le Maynial-Saint Jean des Balmes et Montméjean sont réunies et prennent le nom de « Saint-André-de-Vézines » où se situe le nouveau chef-lieu. Le 24 décembre 1849, la commune de Veyreau est distraite de la mairie de Saint-André-de-Vézines. La ferme de la Roujarie est réunie à Saint-André-de-Vézines et celle des Mourgues est réunie à Veyreau en 1803.

## Toponymie
Le village doit l’origine de son nom d’une part à l’apôtre saint André de Bethsaïde, frère de saint Pierre, et d’autre part au culte voué à la brebis. Saint André fut pêcheur du lac de Tibériade avec son frère Simon Pierre (saint Pierre : patron actuel de la paroisse), il est pour cette raison devenu patron des pêcheurs et des poissonniers ; et, comme il pêchait au filet, il est aussi patron des cordiers. On peut se demander pourquoi avoir donné le nom de ce saint à une paroisse aussi dépourvue d’eau. Une réponse peut cependant s’envisager : l’apôtre saint André était jadis invoqué par les jeunes filles en mal de mari et par les femmes stériles pour avoir des enfants (Du Broc de Ségange, 1887). Le nom latin Andréas, grec Andros, signifie homme fort, saint André est aussi reconnu pour guérir la coqueluche.
C’est en 1326 que l’on pourra lire pour la première fois dans un acte le terme « Sanctus Andreas de Ovezinis ». En 1355 elle devient « Sancti Andrée de Ovesinis » (Saint-André du pays des brebis). Les racines du mot Vézines proviendraient du bas-latin Ovedinas ou Ovezinas qui signifierait en transcription latérale : lieu d’élevage d’ovins. C’est en tout cas ce qu’a pu noter le chanoine Hermet qui cite, d’après la Notitia jurium Ecclesiae Vabrensis, dressée par Mgr Bertrand de Pebrac en 1355, l’église de Saint-André par ces termes : Ecclesia Sancti Andrée de Ovesinis, de presentatione Archidiaconi Amiliavi in Ecclesia Ruthenenso. Ce mot Ovesinis, qui est donc la forme ancienne de Vézines, pourrait bien dériver du mot latin Ovis, brebis, de sorte que le nom de la paroisse toujours selon Hermet, tirerait son origine des troupeaux de brebis élevées sur le causse Noir et signifierait Saint-André du pays des brebis, des brebis dont le lait servait à fabriquer du fromage de Roquefort.
Au cours des temps son appellation s’est modifié : Ovedinas, Ovezinas (1098), Saint Andréa de Ovézinis (1326), Sancti Andrée de Ovezinis (1355), Sancti Andréa de Vézines (1371), Saint-André de Vézines (1382), Saint André de Vésines (1727-1787), St André de Vizines (1746), Saint-André de Vézinnes (1788). Depuis 1830, c’est le vocable actuel qui est utilisé.

## Politique et administration

### Découpage territorial
La commune de Saint-André-de-Vézines est membre de la communauté de communes de Millau Grands Causses, un établissement public de coopération intercommunale (EPCI) à fiscalité propre créé le 27 décembre 1999 dont le siège est à Millau. Ce dernier est par ailleurs membre d'autres groupements intercommunaux.
Sur le plan administratif, elle est rattachée à l'arrondissement de Millau, au département de l'Aveyron et à la région Occitanie. Sur le plan électoral, elle dépend du  canton de Tarn et Causses pour l'élection des conseillers départementaux, depuis le redécoupage cantonal de 2014 entré en vigueur en 2015, et de la troisième circonscription de l'Aveyron  pour les élections législatives, depuis le dernier découpage électoral de 2010.

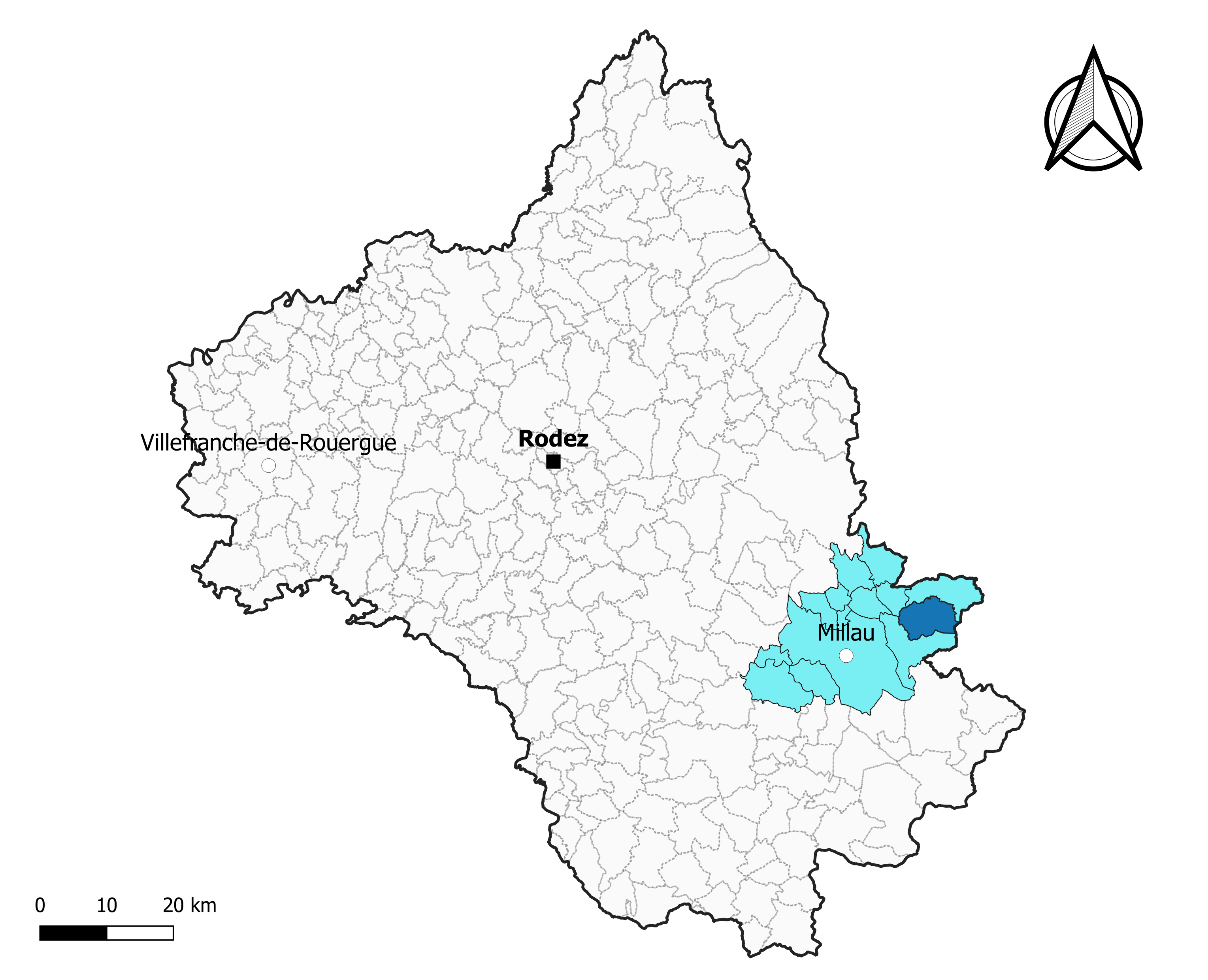
Saint-André-de-Vézines dans l'intercommunalité en 2020.
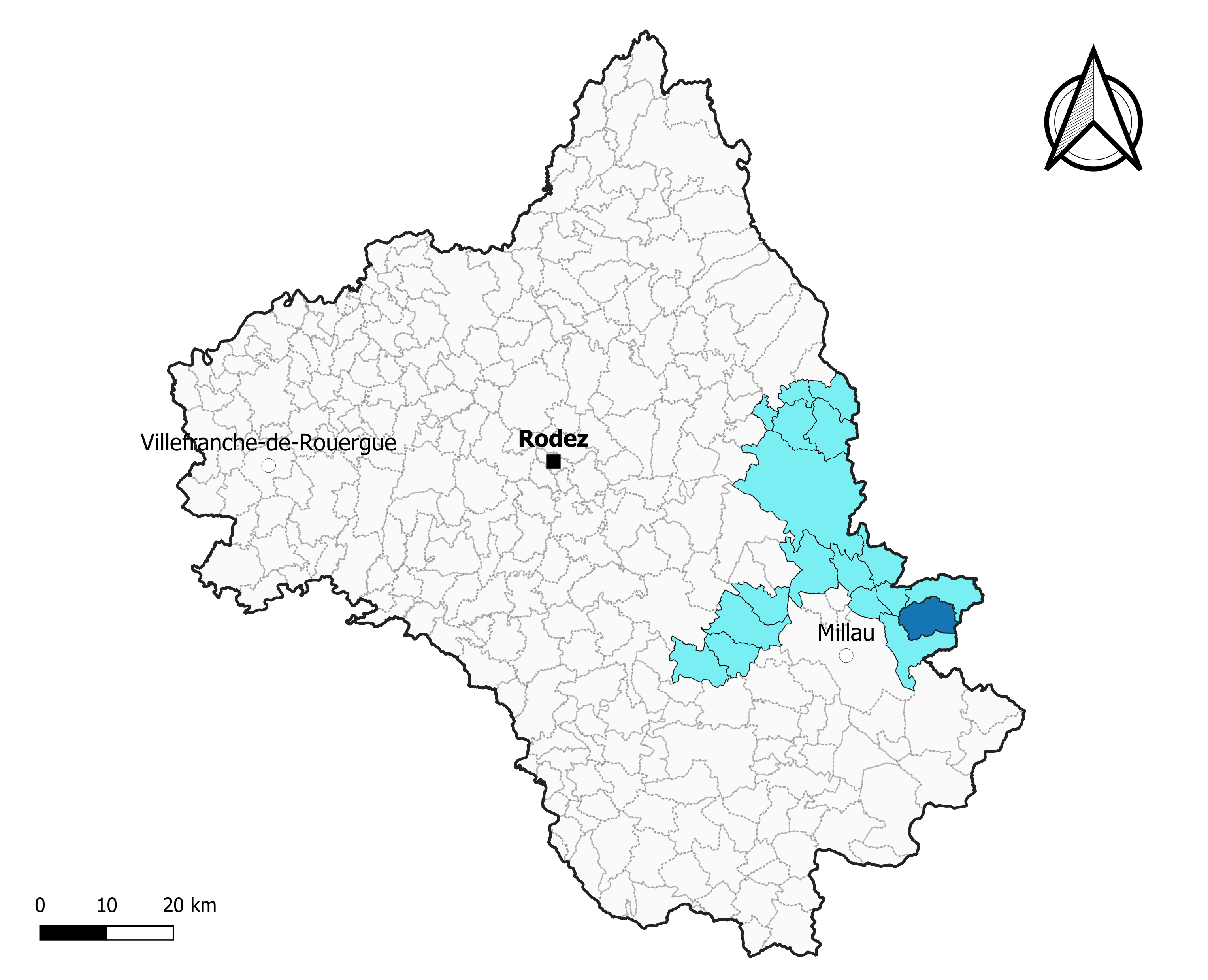
Saint-André-de-Vézines dans le canton de Tarn et Causses en 2020.
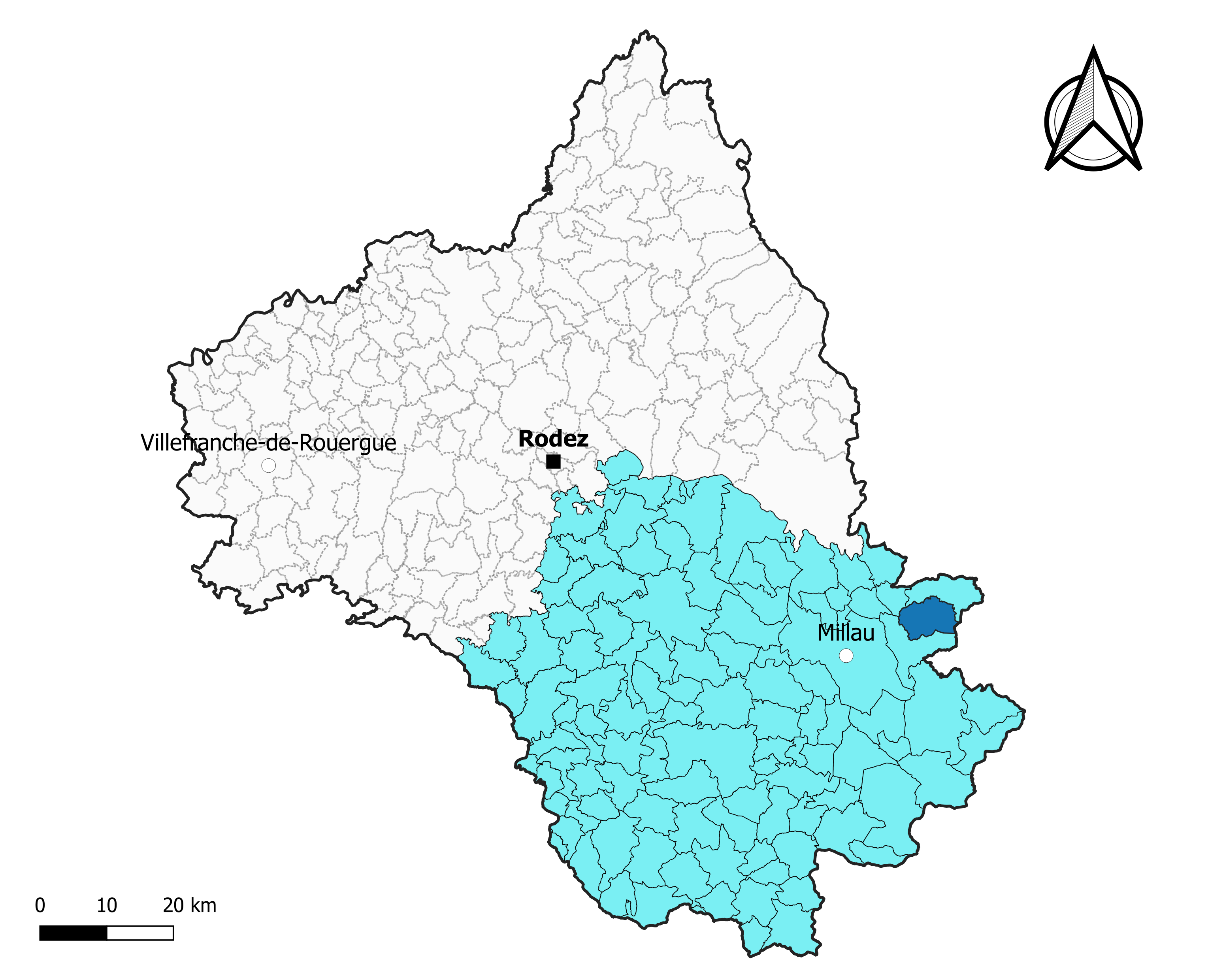
Saint-André-de-Vézines dans l'arrondissement de Millau en 2020.

### Élections municipales et communautaires

#### Élections de 2020
Le conseil municipal de Saint-André-de-Vézines, commune de moins de 1 000 habitants, est élu au scrutin majoritaire plurinominal à deux tours avec candidatures isolées ou groupées et possibilité de panachage. Compte tenu de la population communale, le nombre de sièges à pourvoir lors des élections municipales de 2020 est de 11. Sur les seize candidats en lice, onze sont élus dès le premier tour, le 15 mars 2020, correspondant à la totalité des sièges à pourvoir, avec un taux de participation de 48,05 %.
Christian Boudes est élu nouveau maire de la commune le 23 mai 2020.
Dans les communes de moins de 1 000 habitants, les conseillers communautaires sont désignés parmi les conseillers municipaux élus en suivant l’ordre du tableau (maire, adjoints puis conseillers municipaux) et dans la limite du nombre de sièges attribués à la commune au sein du conseil communautaire. Un siège est attribué à la commune au sein de la communauté de communes de Millau Grands Causses.

#### Liste des maires
| Période                                  | Période  | Identité                   | Étiquette | Qualité                  |
| ---------------------------------------- | -------- | -------------------------- | --------- | ------------------------ |
| 1830                                     | 1832     | Aimé Gély                  |           |                          |
| 1832                                     | 1851     | Antoine Valibouze          |           |                          |
| 1851                                     | 1852     | Clément Bion de Marlavagne |           |                          |
| 1852                                     | 1856     | Alban Ladet                |           |                          |
| 1856                                     | 1874     | Antoine Valibouze          |           |                          |
| 1874                                     | 1876     | Sabin Jonquet              |           |                          |
| 1876                                     | 1876     | Gély                       |           |                          |
| 1876                                     | 1878     | Pierre Alban Ladet         |           |                          |
| 1878                                     | 1878     | Louis Bion de Marlavagne   |           |                          |
| 1878                                     | 1888     | Calixte André              |           |                          |
| 1888                                     | 1896     | Victor de Bonald           |           |                          |
| 1896                                     | 1904     | Marius Cartayrade          |           |                          |
| 1904                                     | 1919     | Jules Lapeyre              |           |                          |
| 1919                                     | 1928     | Émile Baraille             |           |                          |
| 1928                                     | 1959     | Albin Guillaumenq          |           |                          |
| 1959                                     | 1989     | Louis Calmels              |           |                          |
| 1989                                     | 1995     | Louis Guillaumenq          |           |                          |
| 1995                                     | 2012     | Robert Lapeyre             |           |                          |
| 2012                                     | ?        | Simone Gely                | SE        | Agricultrice             |
| mars 2014                                | mai 2020 | Simone Sicard-Gély         |           | Agricultrice exploitante |
| mai 2020                                 | En cours | Christian Boudes,          |           | Profession libérale      |
| Les données manquantes sont à compléter. |          |                            |           |                          |

D'après délibérations communales, et journal L'écho de la Dourbie cité par Marc Parguel, Saint-André-de-Vézines, la vie du village autrefois.

## Démographie
L'évolution du nombre d'habitants est connue à travers les recensements de la population effectués dans la commune depuis 1793. Pour les communes de moins de 10 000 habitants, une enquête de recensement portant sur toute la population est réalisée tous les cinq ans, les populations de référence des années intermédiaires étant quant à elles estimées par interpolation ou extrapolation. Pour la commune, le premier recensement exhaustif entrant dans le cadre du nouveau dispositif a été réalisé en 2006.

En 2022, la commune comptait 132 habitants, en évolution de −1,49 % par rapport à 2016 (Aveyron : +0,37 %, France hors Mayotte : +2,11 %).
| 1793 | 1800 | 1806  | 1821  | 1831  | 1836  | 1841  | 1846  | 1851 |
| ---- | ---- | ----- | ----- | ----- | ----- | ----- | ----- | ---- |
| 405  | 497  | 1 887 | 1 879 | 2 019 | 1 076 | 1 055 | 1 121 | 528  |

| 1856 | 1861 | 1866 | 1872 | 1876 | 1881 | 1886 | 1891 | 1896 |
| ---- | ---- | ---- | ---- | ---- | ---- | ---- | ---- | ---- |
| 489  | 466  | 490  | 516  | 515  | 507  | 431  | 439  | 429  |

| 1901 | 1906 | 1911 | 1921 | 1926 | 1931 | 1936 | 1946 | 1954 |
| ---- | ---- | ---- | ---- | ---- | ---- | ---- | ---- | ---- |
| 415  | 360  | 329  | 272  | 255  | 249  | 237  | 200  | 159  |

| 1962 | 1968 | 1975 | 1982 | 1990 | 1999 | 2006 | 2011 | 2016 |
| ---- | ---- | ---- | ---- | ---- | ---- | ---- | ---- | ---- |
| 153  | 109  | 102  | 120  | 108  | 117  | 124  | 127  | 134  |

| 2021 | 2022 | - | - | - | - | - | - | - |
| ---- | ---- | - | - | - | - | - | - | - |
| 133  | 132  | - | - | - | - | - | - | - |

De tout temps, on a appelé les paroissiens de Saint-André-de-Vézines, « los engruna chipelet, lous engruno chipelets » ceux qui égrènent le chapelet, car les Saint-Andribens avaient l’habitude d’être dévots. La tradition orale veut aussi qu’on leur ai donné cette appellation parce que le dimanche matin pour aller à la messe dominicale, la distance pour aller d’une ferme à l’église paroissiale était mesurée au nombre de dizaines de chapelets récités. Le village se maintient mais a beaucoup perdu. À l’époque, il y avait 45 familles, maintenant il y a vingt familles dont beaucoup de retraités,

## Économie

### Emploi
| Division       | 2008  | 2013  | 2018  |
| -------------- | ----- | ----- | ----- |
| Commune        | 6,6 % | 6,7 % | 4,8 % |
| Département    | 5,4 % | 7,1 % | 7,1 % |
| France entière | 8,3 % | 10 %  | 10 %  |

En 2018, la population âgée de 15 à 64 ans s'élève à 83 personnes, parmi lesquelles on compte 68,7 % d'actifs (63,9 % ayant un emploi et 4,8 % de chômeurs) et 31,3 % d'inactifs,. En  2018, le taux de chômage communal (au sens du recensement) des 15-64 ans est inférieur à celui de la France et département, alors qu'en 2008 il était supérieur à celui du département et inférieur à celui de la France.
La commune fait partie de la couronne de l'aire d'attraction de Millau, du fait qu'au moins 15 % des actifs travaillent dans le pôle,. Elle compte 32 emplois en 2018, contre 29 en 2013 et 30 en 2008. Le nombre d'actifs ayant un emploi résidant dans la commune est de 54, soit un indicateur de concentration d'emploi de 58,6 % et un taux d'activité parmi les 15 ans ou plus de 48,3 %.
Sur ces 54 actifs de 15 ans ou plus ayant un emploi, 21 travaillent dans la commune, soit 39 % des habitants. Pour se rendre au travail, 81,5 % des habitants utilisent un véhicule personnel ou de fonction à quatre roues, 3,7 % s'y rendent en deux-roues, à vélo ou à pied et 14,8 % n'ont pas besoin de transport (travail au domicile).

### Activités hors agriculture
25 établissements sont implantés  à Saint-André-de-Vézines au 31 décembre 2019. Le tableau ci-dessous en détaille le nombre par secteur d'activité et compare les ratios avec ceux du département,.
Le secteur de l'industrie manufacturière, des industries extractives et autres est prépondérant sur la commune puisqu'il représente 32 % du nombre total d'établissements de la commune (8 sur les 25 entreprises implantées  à Saint-André-de-Vézines), contre 17,7 % au niveau départemental.

### Agriculture
|               | 1988 | 2000 | 2010 | 2020  |
| ------------- | ---- | ---- | ---- | ----- |
| Exploitations | 0    | 0    | 0    | 7     |
| SAU (ha)      | 0    | 0    | 0    | 2 723 |

La commune est dans les Grands Causses, une petite région agricole occupant le sud-est du département de l'Aveyron. En 2020, l'orientation technico-économique de l'agriculture  sur la commune est l'élevage d'ovins ou de caprins. Sept exploitations agricoles ayant leur siège dans la commune sont dénombrées lors du recensement agricole de 2020 (aucune  en 1988). La superficie agricole utilisée est de 2 723 ha,,.

## Culture locale et patrimoine

### Lieux et monuments
- Lavogne gallo-romaine.
- Moulin de Corps sur la Dourbie.
- Église Saint-André au toit de lauze.
- Croix en fer forgée de 1786.
- Château ruiné de Montméjan[64].

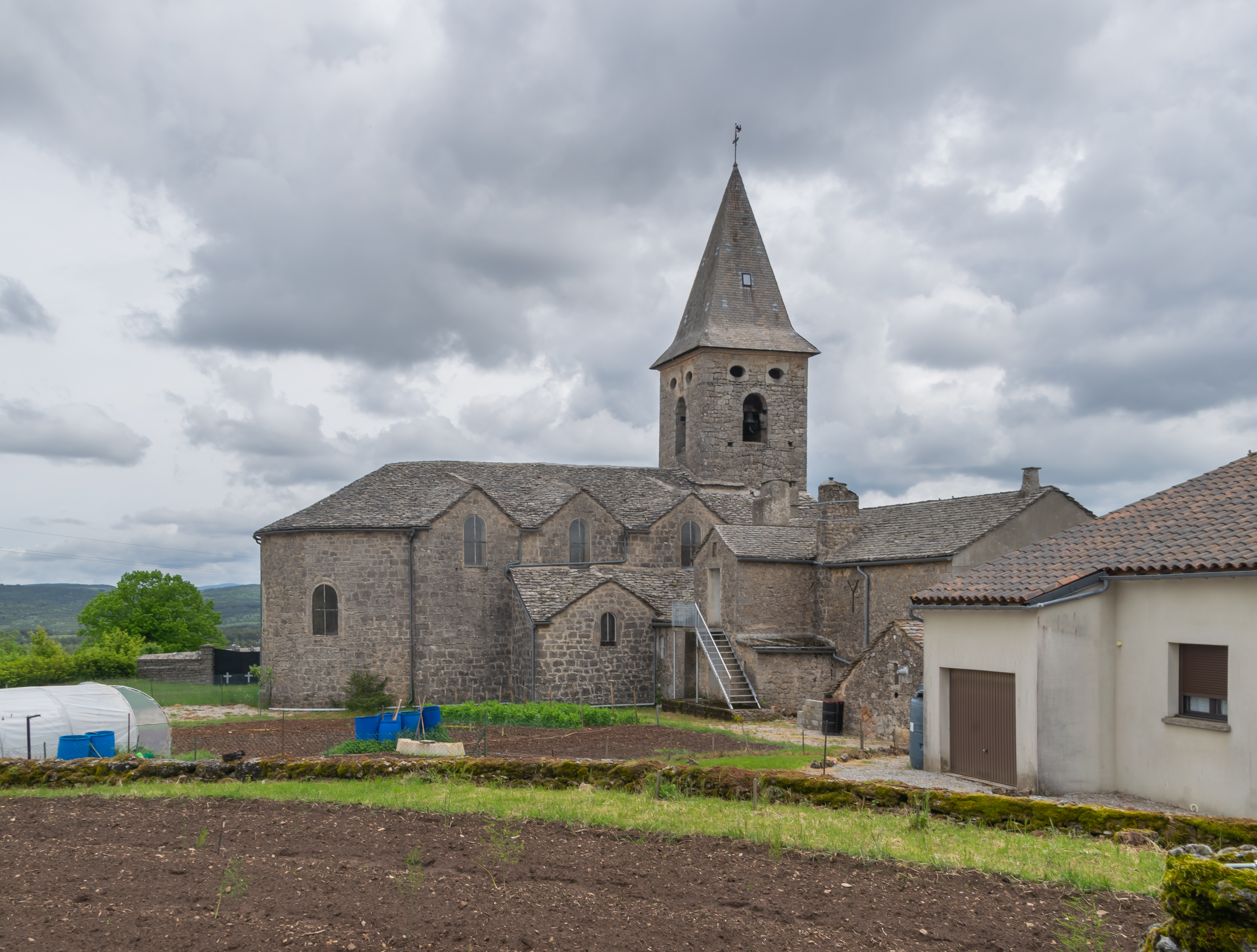
Église Saint-André
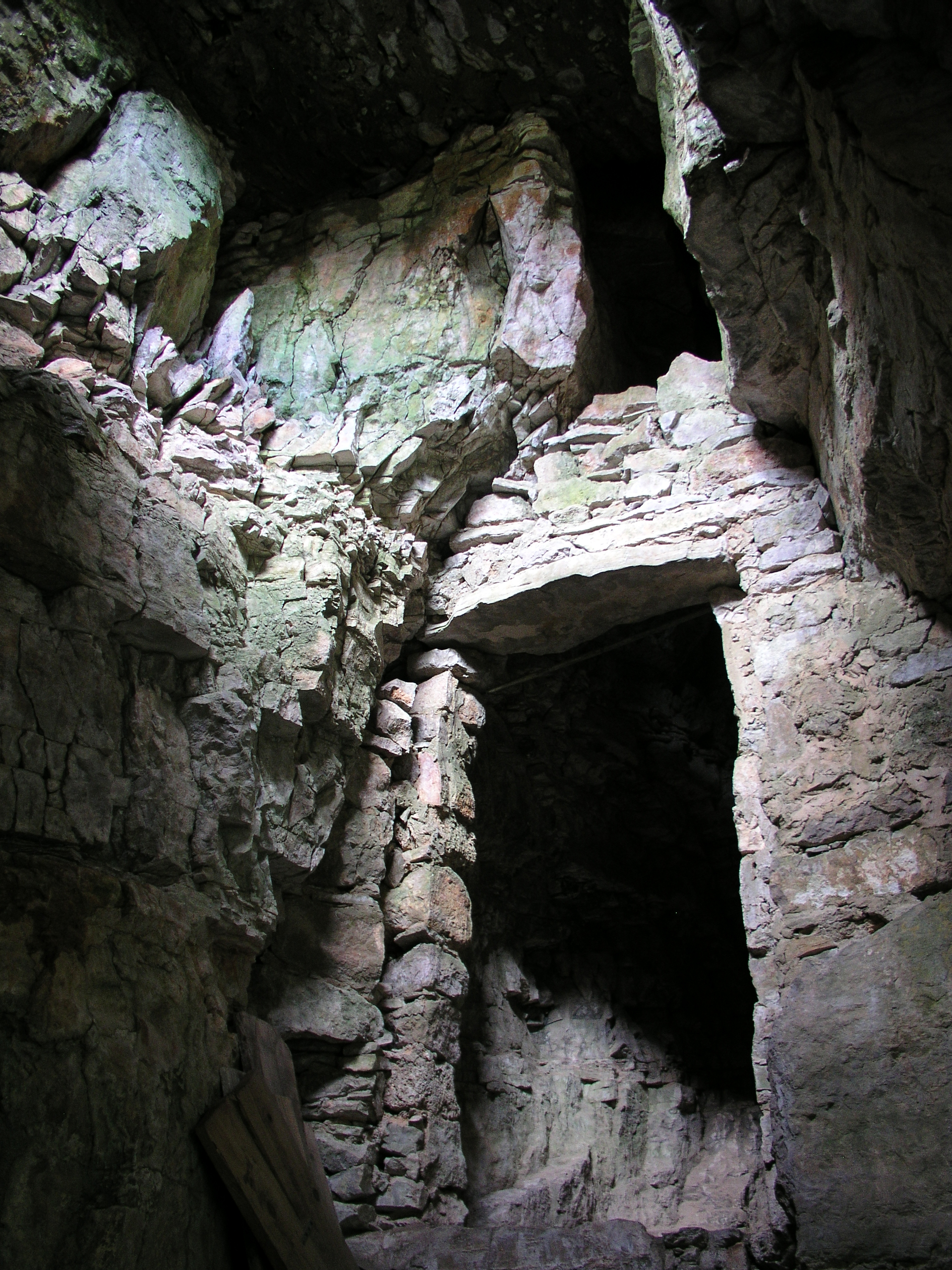
Cave du village de Montméjean.
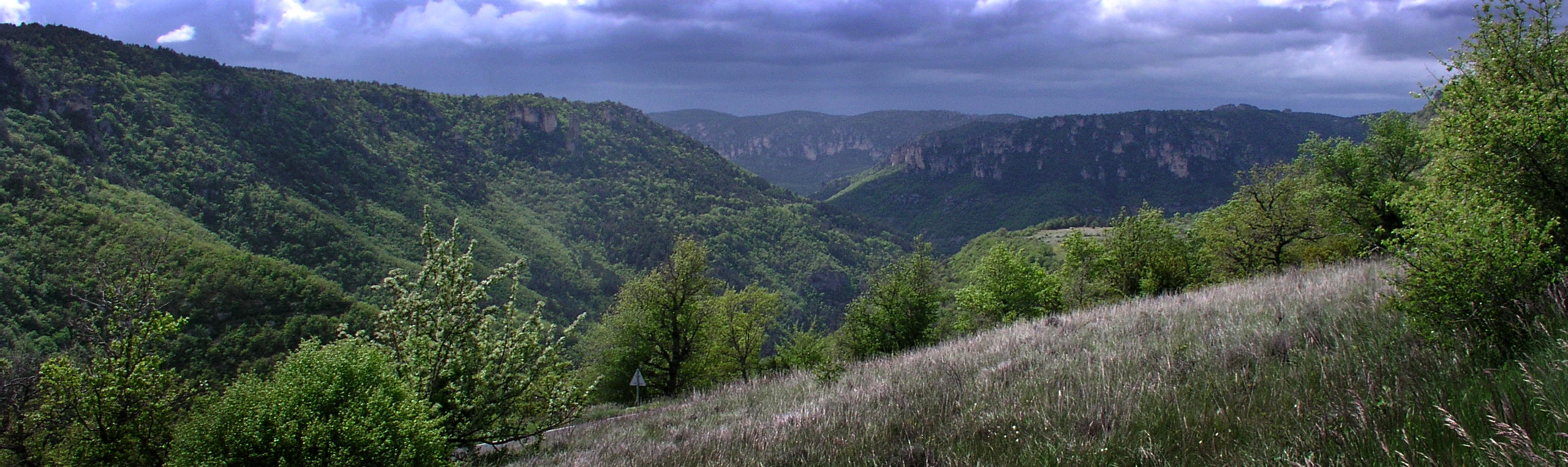
Gorges de la Dourbie à Montméjean.
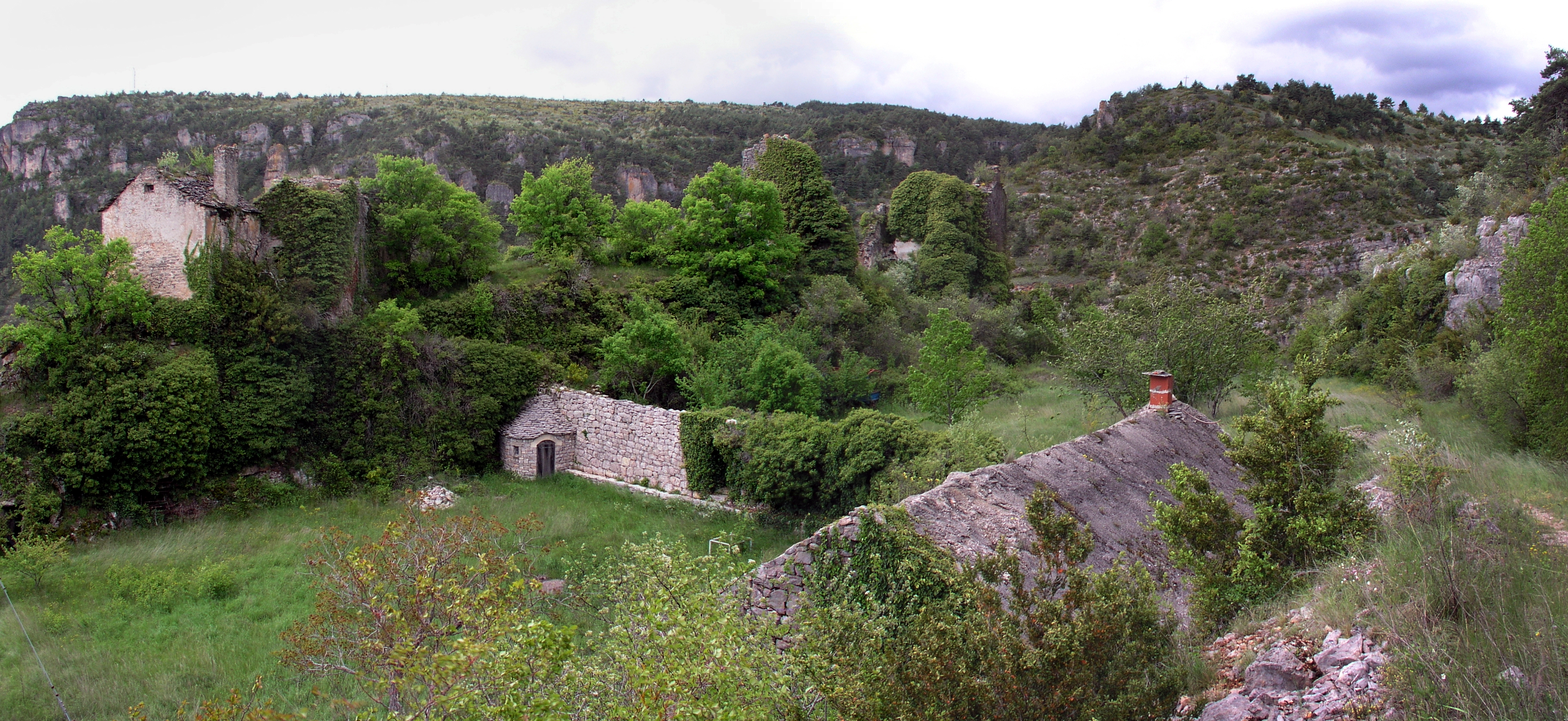
Village de Montméjean.
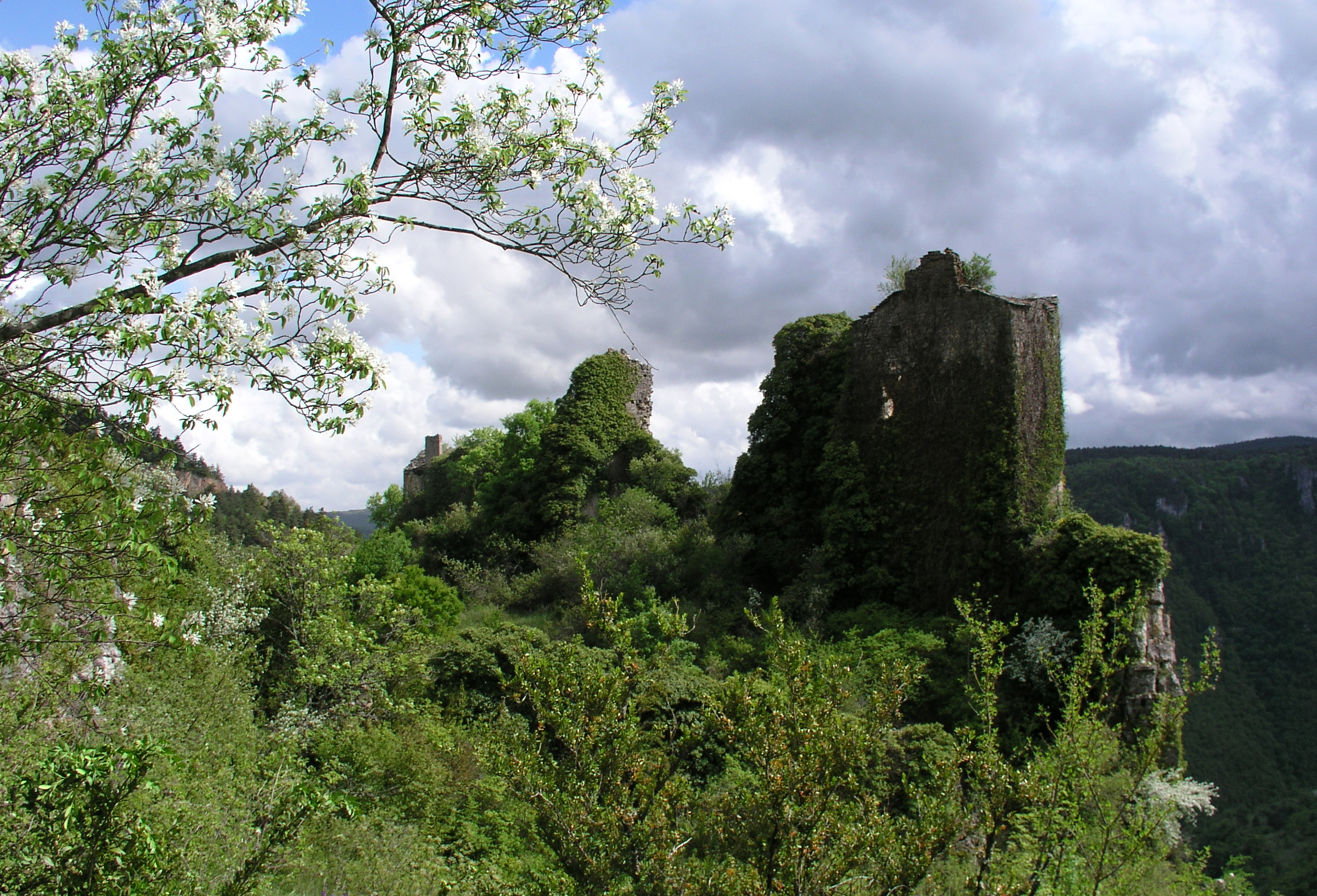
Château de Montméjean.
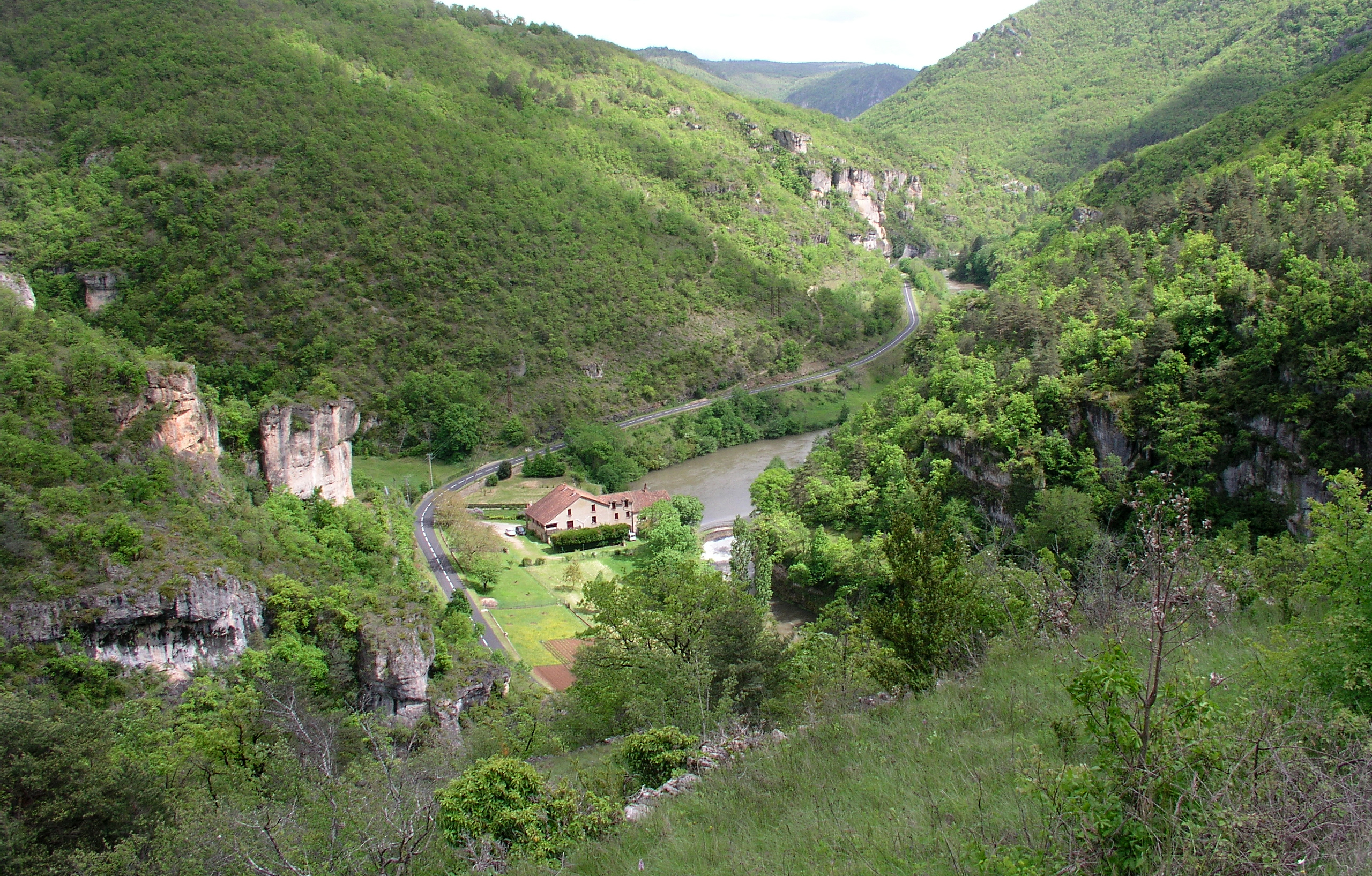
Vallée de la Dourbie au moulin de Corp.

### Personnalités liées à la commune
- François Dupuy-Montbrun (1746-1792), militaire et homme politique né sur la commune.

## Héraldique
| Blason de Saint-André-de-Vézines | Blason  | D’or, à un sautoir de gueules, chargé d’une tête de brebis d’argent ; au chef bastillé cousu d’azur, chargé de la croix du Pechounes d’argent, se mouvant de la partition, portant l’inscription de sable « 1665 » et accostée de deux étoiles d’or. |
| Blason de Saint-André-de-Vézines | Détails | Le sautoir est la représentation iconographique de saint André qui a été crucifié sur une croix de cette forme. La tête de brebis symbolise le déterminant du nom du village et indique l’importance de l’élevage ovin dans le secteur. Les couleurs or et gueules sont celles du Rouergue, pays de France où se situe le village. Le chef bastillé d’azur symbolise l’ancien château de Montméjean. Sa couleur azur avec les deux étoiles d’or sont la reprise partielles des armes de Mommejan, seigneur du lieu. Son blason exact est « D’argent à deux lévriers rampants de gueules, colletés d’argent; au chef d’azur chargé de trois étoiles d’or ». La reprise intégrale du blason d’un seigneur étant interdite pour les municipalités, il suffit d’en emprunter un ou plusieurs éléments. La croix représente celle qui s’élève à l’entrée de VESSAC. Elle date de 1665 et est la plus ancienne croix en pierre du Causse-Noir. Les ornements sont deux branches de sapin de sinople, fruitées d’or, mises en sautoir par la pointe et liées d’or afin de représenter le Causse-Noir qui doit son nom à ses forêts de pins de couleur sombre. Le listel d'argent porte le nom de la commune en lettres majuscules de sable. La couronne de tours dit que l’écu est celui d’une commune ; elle n’a rien à voir avec des fortifications. Les armées adopté en février 2006. Le statut officiel du blason reste à déterminer. |